# Toyokazu Nomura
Toyokazu Nomura (野村 豊和?, Nomura Toyokazu; 14 luglio 1949) è un ex judoka giapponese.

## Palmarès
Olimpiadi
- 1 medaglia:
  - 1 oro (70 kg a Monaco di Baviera 1972)

Mondiali
- 3 medaglie:
  - 1 oro (70 kg a Losanna 1973)
  - 2 argenti (63 kg a Città del Messico 1969, 63 kg a Ludwigshafen 1971)

Campionati asiatici
- 1 medaglia:
  - 1 oro (70 kg a Kaohsiung 1970)